# Thomas Holzer
Thomas Holzer (ur. 27 grudnia 1985 w Augsburgu) – niemiecki kierowca wyścigowy.

## Kariera
Holzer rozpoczął karierę w wyścigach samochodowych w roku 2001, od startów w Formule BMW Junior, gdzie był siódmy. W późniejszych latach startował także w Formule BMW ADAC, Niemieckiej Formule 3, Formule 3 Euro Series, ADAC GT Masters, FIA World Endurance Championship oraz w European Le Mans Series. W Formule 3 Euro Series wystartował w 2005 roku z niemiecką ekipą AM-Holzer Rennsport, jednak nigdy nie zdobywał punktów.

## Statystyki
| Sezon | Seria                                                      | Zespół                | Wyścigi | Zwycięstwa | PP | NO | Podium | Punkty | Pozycja |
| ----- | ---------------------------------------------------------- | --------------------- | ------- | ---------- | -- | -- | ------ | ------ | ------- |
| 2001  | Formuła BMW Junior                                         | ADAC e.V. Motorsport  | 20      | 1          | 0  | 1  | 4      | 131    | 7       |
| 2002  | Formuła BMW ADAC                                           | Mücke Motorsport      | 20      | 2          | 1  | 0  | 4      | 130    | 6       |
| 2003  | Niemiecka Formuła 3                                        | Trella Motorsport     | 10      | 0          | 0  | 0  | 1      | 72     | 7       |
| 2004  | Niemiecka Formuła 3                                        | AM-Holzer Rennsport   | 18      | 1          | 1  | 2  | 4      | 121    | 5       |
| 2005  | Formuła 3 Euro Series                                      | AM-Holzer Rennsport   | 20      | 0          | 0  | 0  | 0      | 12     | 22      |
| 2005  | Masters of Formula 3                                       | AM-Holzer Rennsport   | 1       | 0          | 0  | 0  | 0      | N/A    | 22      |
| 2011  | ADAC GT Masters                                            | Heico Motorsport      | 18      | 0          | 0  | 0  | 0      | 0      | NS      |
| 2012  | FIA World Endurance Championship                           | Lotus                 | 8       | 0          | 0  | 0  | 0      | 2,5    | 65      |
| 2012  | FIA World Endurance Championship - LMP2                    | Lotus                 | 8       | 0          | 0  | 0  | 0      | 32     | 8       |
| 2012  | 24h Le Mans - LMP2                                         | Lotus                 | 1       | 0          | 0  | 0  | 0      | N/A    | NS      |
| 2013  | FIA World Endurance Championship                           | Lotus                 |         |            |    |    |        | 8      | 25      |
| 2013  | FIA World Endurance Championship – Trophy for LMP2 Drivers | Lotus                 | 8       | 0          | 0  | 0  | 1      | 33     | 11      |
| 2013  | 24h Le Mans - LMP2                                         | Lotus                 | 1       | 0          | 0  | 0  | 0      | N/A    | NS      |
| 2013  | European Le Mans Series - LMP2                             | Boutsen Ginion Racing | 0       | 0          | 0  | 0  | 0      | 0      | NS      |